# Leiostyla
Leiostyla ist eine auf dem Land lebende Schnecken-Gattung aus der Familie Lauriidae, die zu den Landlungenschnecken (Stylommatophora) gestellt wird.

## Merkmale
Die eiförmigen Gehäuse werden 2,4 bis 5 mm hoch und 1,8 bis 2,5 mm breit. Der Apex ist flach gerundet. Es sind fünf bis sechs Windungen ausgebildet, die schwach gewölbt sind. Die letzte Windung ist unmittelbar vor der Mündung etwas ansteigend. Die hornfarbige Schale ist verhältnismäßig dünn und durchscheinend. Die Embryonalwindungen sind glatt, die postembryonalen Windungen sind mit radialen Fältchen bedeckt, die sich zur Mündung hin abschwächen. Die Mündungsebene steht annähernd vertikal zur Längsachse des Gehäuses. Die Mündung ist annähernd halbmondförmig bis U-förmig mit etwas abgeflachtem oberen Gaumenrand. Der Mündungsrand ist umgebogen und lippig verdickt. Die Ansatzstellen des Mündungsrandes an die vorige Windung stehen weit auseinander. Der parietale Kallus ist nur schwach ausgeprägt. Die Mündungsbewehrung besteht aus zwei parietalen und einer nahezu horizontal verlaufenden columellaren Lamelle, sowie ein basaler Zahn und eine palatale Falte (Gaumenfalte) können vorhanden sein. Die Gaumenfalte reicht tief in die Mündung hinein, jedoch ist das hintere Ende gewöhnlich in der Frontalansicht auf die Mündung sichtbar. Im oberen Gaumenbereich ist ein weiterer niedriger Kallus ausgebildet. Der zylindrische Nabel ist vergleichsweise weit geöffnet.
Im männlichen Trakt des Geschlechtsapparates zweigt der dünne Samenleiter spät vom Eisamenleiter (Spermovidukt) ab und mündet apikal in den sehr langen Epiphallus. Dieser schwillt bei der Einmündung des Samenleiters sehr rasch an, um nach etwa einem Viertel der Epiphallus-Länge auf weniger als die Hälfte des Durchmessers wieder abzunehmen. Am Übergang Epiphallus/Penis setzt ein mäßig langer, dünner, wurmförmiger Blindsack an (Peniscaecum). Danach nimmt der Penis zunächst stark an Dicke zu, um dann bis zum Abzweig des Penisappendix wieder abzunehmen. Nach der Abzweigung des Penisappendix schwillt der Penis erneut kugelig an, um zur Einmündung in das Atrium wieder abzunehmen. Insgesamt ist der Epiphallus fast doppelt so lang wie der Penis. Der Penisappendix ist extrem lang, mit einem vergleichsweise langen, verdickten Basalteil, einem langen, gewunden, fadenförmigen Mittelteil und einem etwas kürzeren, stark verdickten Endteil. Im weiblichen Trakt des Genitalapparates ist der freie Eileiter deutlicher länger als die kurze Vagina. Der Stiel der Spermathek ist sehr lang und im oberen Teil stark verdickt. Die Blase reicht bis zur Eiweißdrüse und den Geschlechtsdrüse.

## Geographische Verbreitung
Die Vertreter der Gattung Leiostyla kommen auf Madeira, den Azoren und den Kanarischen Inseln sowie in Westeuropa und Nordafrika vor.

## Taxonomie
Das Taxon Leiostyla wurde 1852 von Richard Thomas Lowe als Untergattung von Pupa vorgeschlagen. Er stellte sechs Arten zu seiner neuen Untergattung: Pupa vincta Lowe, 1852, Pupa irrigua Lowe, 1852, Pupa laurinea Lowe, 1852, Pupa laevigata Lowe, 1852 und Pupa macilenta Lowe, 1852. 1854 bestimmte er Leiostyla anglica zur Typusart. Diese Typusartbestimmung ist aber ungültig, da diese Art nicht unter den sechs Arten der Erstbeschreibung der Gattung aufgeführt ist. Erst Henry Augustus Pilsbry publizierte 1922 mit Pupa vincta Lowe, 1852 eine im Sinne der zoologischen Nomenklatur gültige Typusartfestlegung. Auch er behandelte Leiostyla als Untergattung, allerdings der Gattung Lauria Gray, 1840. Heute ist die Gattung ganz allgemein als selbständige Gattung anerkannt (Schileyko, Welter-Schultes, Fauna Europaea).
- Gattung Leiostyla Lowe, 1852
  - Leiostyla abbreviata (Lowe, 1852)
  - Leiostyla anglica (Férussac, 1821)
  - Leiostyla arborea (Lowe, 1855)
  - † Leiostyla austriaca Wenz, 1921, Pontium, Pliozän
  - Leiostyla calathiscus (Lowe, 1831)
  - Leiostyla cassida (Lowe, 1831)
  - Leiostyla cassidula (Lowe, 1852)
  - Leiostyla castanea (Shuttleworth, 1852)
  - Leiostyla cheilogona (Lowe, 1831)
  - Leiostyla colvillei Seddon & Killeen, 1996
  - Leiostyla concinna (Lowe, 1852)
  - Leiostyla corneocostata (Wollaston, 1878)
  - Leiostyla degenerata (Wollaston, 1878)
  - Leiostyla falknerorum Bank, Groh & Ripken, 2002
  - Leiostyla ferraria (Lowe, 1852)
  - Leiostyla filicum Holyoak & Seddon, 1986
  - Leiostyla fusca (Lowe, 1852)
  - Leiostyla fuscidula (Morelet, 1860)
  - Leiostyla gibba (Lowe, 1852)
  - † Leiostyla gottschicki Wenz, 1922, Sarmatium, Miozän
  - Leiostyla heterodon (Pilsbry, 1923)
  - Leiostyla irrigua (Lowe, 1852)
  - Leiostyla lamellosa (Lowe, 1852)
  - Leiostyla laurinea (Lowe, 1852)
  - Leiostyla loweana (Wollaston, 1878)
  - Leiostyla millegrana (Lowe, 1852)
  - † Leiostyla minax Boettger, 1889, Chattium, Oligozän
  - Leiostyla monticola (Lowe, 1831)
  - Leiostyla nemethi Hausdorf, 1996
  - Leiostyla numidica Bourguignat, 1864
  - † Leiostyla priscilla (Paladilhe, 1873), Plaisancium, Mittleres Pliozän
  - Leiostyla recta (Lowe, 1852)
  - Leiostyla relevata (Wollaston, 1878)
  - Leiostyla rugulosa (Morelet, 1860)
  - Leiostyla simulator (Pilsbry, 1923)
  - Leiostyla sphinctostoma (Lowe, 1831)
  - Leiostyla taeniata (Shuttleworth, 1852)
  - Leiostyla tesselata (Morelet, 1860)
  - Leiostyla vermiculosa (Morelet, 1860)
  - Leiostyla vincta (Lowe, 1852)

Die Liste ist wahrscheinlich noch unvollständig, da eine neuere Revision der Gattung fehlt. Einige Arten, z. B. aus dem weiteren Kaukasusgebiet, die früher zur Gattung Leiostyla gestellt wurden, werden heute anderen Gattungen zugewiesen.

## Belege